# ペリス (カリフォルニア州)
ぺリス（Perris）は、アメリカ合衆国カリフォルニア州のリバーサイド郡にある都市。人口は7万8700人（2020年）。ロサンゼルスの南東114キロメートルに位置している。
1885年にカリフォルニア・サザン鉄道の駅が開業したことで町が形成された。鉄道は旅客・貨物の輸送に重要な役割を果たし町の発展の原動力となった。今日でもメトロリンク・ブルーラインのターミナル駅がある鉄道の町である。南カリフォルニア鉄道博物館が立地している。

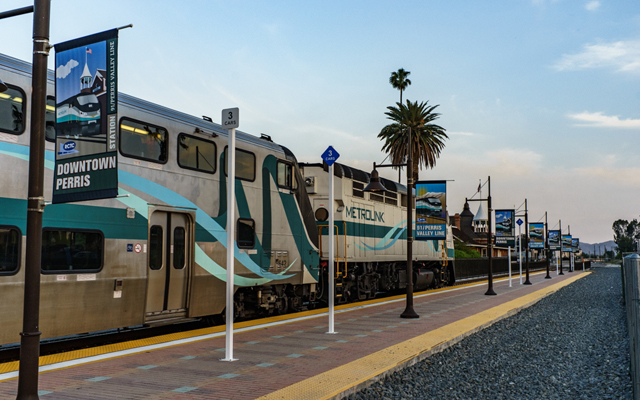
ぺリス・ダウンタウン駅